# Ізотермічне гартування

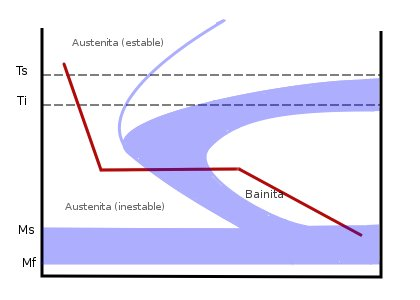
Термокінетична діаграма ізотермічного гартування. Червоним кольором позначена лінія охолодження

Ізотермі́чне гартува́ння (англ. austempering) або гартува́ння у гаря́чих середо́вищах — це гартування, яке полягає у тому, що охолодження об'єкту гартування ведеться не до нормальної (кімнатної) температури, а у середовищі, нагрітому до температур порядку 200 °C або вище.

## Основні принципи методу
Метод ґрунтується на відомому процесі ізотермічного перетворення аустеніту і пов'язаний з тим, що розпадання аустеніту, переохолодженого до температур нижче від точки А3 (див. діаграма стану сплавів залізо-вуглець), затримується за температур, близьких до 200 °C, тобто трохи вище від мартенситної точки для евтектоїдної сталі. Інкубаційний період підготовки аустеніту до розпаду триває декілька хвилин, а подальше розпадання його сповільнюється.
З цього випливає, що при швидкому охолодженні до 200…250 °C можна отримати залишковий аустеніт, на деякий відносно тривалий час. У подальшому, він буде переходити в голчастий троостит (бейніт), що має властивості, близькі до властивостей звичайного мартенситу, отриманого шляхом охолодження у воді, але із меншою внутрішньою напруженістю, так як при цьому відсутнє різке падіння температур та швидке утворення мартенситу, характерне для звичайного гартування.
Такого роду гартування в гарячому середовищі (в розплавленій солі чи маслі, нагрітому до 200…250 °C) є зручним у тому відношенні, що безпосередньо після охолодження сталь, ще перебуває у формі аустеніту, є пластичною і її можна без ризику правити протягом часу, що відповідає тривалості інкубаційного періоду, а потім, витримавши далі при цій температурі, отримати голчастий троостит, а також частково і мартенсит, що має більшу пластичність порівняно з мартенситом, отриманим при звичайному гартуванні в холодному середовищі.
Ізотермічне гартування вимагає спочатку дуже швидкого охолодження для уникнення розпаду аустеніту у період його малої стійкості. Тому ізотермічне гартування простих сталей не може бути застосоване для масивних виробів, у яких внутрішній запас теплоти не дозволяє отримати достатню швидкість охолодження і запобігти передчасному розпаду аустеніту. Це, однак, не стосується випадків гартування масивних виробів з легованої сталі, для якої ізотермічне гартування крупних заготовок є здійснимим. Конструкційні леговані сталі (0,3…0,5% C) набувають оптимальних механічних властивостей в результаті ізотермічного гартування з витримуванням у нижній частині проміжної зони ізотермічного розпаду аустеніту. Тривалість витримування у гартівному середовищі залежить від стійкості аустеніту за згаданих вище температур, які визначаються діаграмою ізотермічного розпаду аустеніту для даної сталі.

## Середовища для ізотермічного гартування
Як середовища охолодження для ізотермічного гартування найчастіше застосовують розплави солей в інтервалі температур 150…500 °C, наприклад 55% KNO3 і 45% NaNO2 (або NaNO3), а також луги (20% NaOH і 80% KOH). Чим нижчою є температура солей (лугів), ти більшою є швидкість охолодження у них. Оскільки розплави солей охолоджуються лише у наслідок тепловіддачі, то охолоджувальна здатність їх зростає при перемішуванні. Додавання води (3..5%) у розплави їдких лугів при зануренні у них нагрітого виробу викликає кипіння й зростання швидкості охолодження в діапазоні температур перлітного перетворення. Швидкість охолодження може зростати при 400..450 °C у 4-5 разів, а при 300 °C — у 2 рази.
Охолодження у розплавах їдких лугів, якщо попередньо деталі нагрівались у рідких солях (солях, що не викликають окислення), дозволяє отримати чисту поверхню, світло-сірого кольору. Гартування за цим способом називають світлим.

## Переваги й недоліки
Застосування ізотермічного гартування практично дозволяє різко зменшити жолоблення і можливість появи тріщин, оскільки при цьому гартуванні вдається усунути до моменту перетворення аустеніту внутрішні теплові напруження від нерівномірного охолодження виробу за перерізом, а різке бездифузійне мартенситне перетворення замінюється повільнішим дифузійним перетворенням у голчастий троостит і, частково, в мартенсит з перебігом у порівняно тривалий період часу.
Недоліком ізотермічного гартування у порівнянні із звичайним гартуванням є його більша тривалість й необхідність застосування спеціального обладнання.